# 兴隆山古建筑群
兴隆山古建群，位于中国甘肃省环县，2013年3月5日公布为第七批全国重点文物保护单位，类型为古建筑。
兴隆山古建群的历史年代为明、清。